# Minaret Nunatak
Minaret Nunatak är en nunatak i Antarktis. Den ligger i Östantarktis. Nya Zeeland gör anspråk på området. Toppen på Minaret Nunatak är 2 115 meter över havet, eller 350 meter över den omgivande terrängen. Bredden vid basen är 5,1 km.
Terrängen runt Minaret Nunatak är kuperad åt nordost, men åt sydväst är den platt. Trakten är obefolkad. Det finns inga samhällen i närheten. 